# Chrysso sasakii

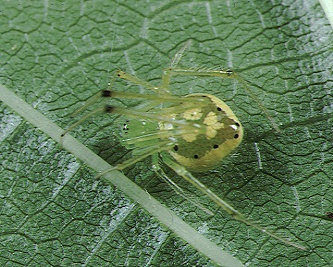
Vrouwtje

Chrysso sasakii là một loài nhện trong họ Theridiidae.
Loài này thuộc chi Chrysso. Chrysso sasakii được Hajime Yoshida miêu tả năm 2001.